# سیارک ۲۴۲۵۰
سیارک ۲۴۲۵۰ (به انگلیسی: 24250 Luteolson، نامگذاری:1999XC109) بیست و چهار هزار و دویست و پنجاهمین سیارک کشف شده‌است که در ۴ دسامبر ۱۹۹۹ کشف شد.
قدر مطلق سیارک برابر ۱۷.۰ است.